# Вішур (Вавозький район)
Вішу́р (рос. Вишур) — присілок у Вавозькому районі Удмуртії, Росія.
Населення — 6 осіб (2010; 35 в 2002).
Національний склад (2002):
- росіяни — 77 %

Урбаноніми:
- вулиці — Лучна